# Asău (gmina)
Asău – gmina w Rumunii, w okręgu Bacău. Obejmuje miejscowości Apa Asău, Asău, Ciobănuș, Lunca Asău, Păltiniș i Straja. W 2011 roku liczyła 6698 mieszkańców.